# Jelena Koreneva
Jelena Aleksejevna Koreneva (Russisch: Елена Алексеевна Коренева) (Moskou, 3 oktober 1953) is een Russisch actrice.

## Filmografie
- Gemeinsame Normdatei: 124727840
- International Standard Name Identifier: 0000 0000 4015 3854
- Library of Congress Control Number: no99045429
- Nationale Bibliotheek van Israël: 987007356526905171
- Nederlandse Thesaurus van Auteursnamen: 363147594
- Virtual International Authority File: 15712377
- WorldCat: E39PBJkMCYQppjqhYfbj79d84q